# نادي أكاديميك لكرة السلة
نادي أكاديميك لكرة السلة (بالبلغارية: Лукойл Академик)‏ هو فريق كرة سلة بلغاري للمحترفين تأسس في سنة 1947 يقع مقره في صوفيا. ينافس في الدوري البلغاري الوطني لكرة السلة.

## الإنجازات

### المحلية
- الدوري البلغاري الوطني لكرة السلة
  - البطولة (24): 1957، 1958، 1959، 1963، 1968، 1969، 1970، 1971، 1972، 1973، 1975، 1976، 2003، 2004، 2005، 2006، 2007، 2008، 2009، 2010، 2011، 2012، 2013، 2015، 2015–16
- كأس بلغاريا لكرة السلة
  - البطولة (11): 1952، 1954، 2002، 2003، 2004، 2006، 2007، 2008، 2011، 2012، 2013

### الأوروبية
- الدوري الأوروبي لكرة السلة
  - الوصافة (2): 1958–59

## أبرز اللاعبين
من أبرز اللاعبين الذين لعبوا معه:
- أنطونيو بوركس
- تشارلز جونز
- دي براون
- دومينيك جيمس
- دونتا سميث
- كاسبارس كمبالا
- كيني أدليكه
- كيرون أشارا
- لاري أوبانون
- بريست لودرديل

## وصلات خارجية
- الموقع الرسمي